# أكسجين سائل

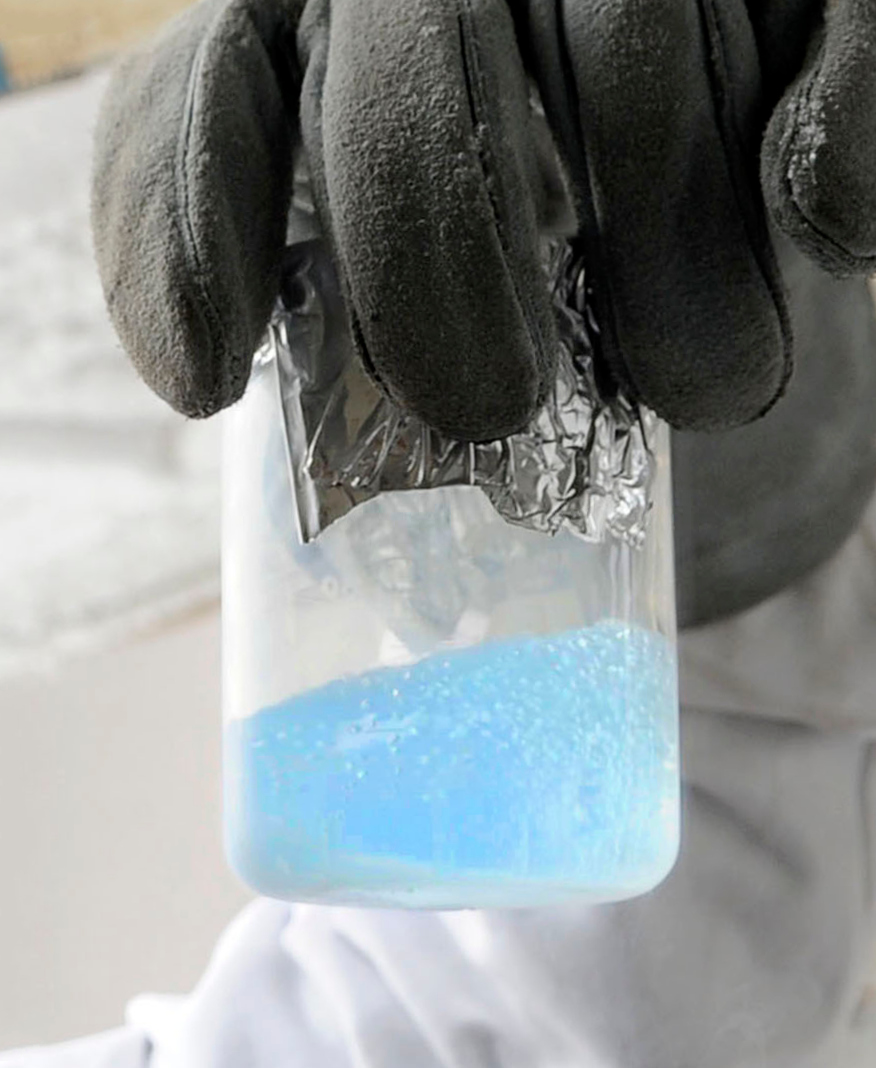

الأكسجين السائل هو أحد صيغ الأكسجين، وله لون أزرق شاحب، وله خاصية مغناطيسية مسايرة Paramagnetism بقوة. كثافة الأكسجين السائل هي 1.141 ج/سم³ وهو عالي التبريد cryogenic بدرجة معقولة (نقطة التجمد: 50.5 ك (−222.65 °C), نقطة الغليان: 90.188 ك (−182.96 °م) عند 101.325 kPa (760 مم ز). وتجارياً، يـُصـَنـَّف الأكسجين السائل كغاز صناعي ويستعمل على نطاق واسع لأغراض صناعية وطبية. ويـُحـَضـَّر الأكسجين السائل من الأكسجين المتواجد طبيعياً في الهواء بواسطة التقطير التجزيئي fractional distillation. والأكسجين السائل له نسبة تمدد قدرها 860:1 عند 20 °م; ولذلك, يستعمل في بعض الطائرات المدنية والعسكرية كمصدر لأكسجين التنفس.
ويحضر سائل الأوكسجين عن طريق معامل خاصة بضغوط معينه ومختلفة من 150 par _200 par .
اكتشفه لويس بول كايتيه العالم الفرنسي عام 1877.